# BJ Anthony
Benny Charles „BJ“ Anthony (* 20. Juli 1988 in Auckland) ist ein ehemaliger neuseeländischer Basketballspieler, der auch über die britische Staatsbürgerschaft verfügt.

## Laufbahn
Anthony, dessen Mutter gebürtig aus England stammt, spielte als Schüler für die Mannschaft des Avondale College in Auckland. 2008 wechselte er aus seinem Heimatland zum deutschen Drittligisten Herzöge Wolfenbüttel. Mit einem Punkteschnitt von 13,3 je Begegnung trug er während der Saison 2008/09 dazu bei, dass die von Trainer Mahmut Ataman betreute Mannschaft Vizemeister der 2. Bundesliga ProB wurde. Außerhalb der Saison in Deutschland spielte Anthony in dieser Zeit in seinem Heimatland für die Mannschaft Harbour Heat. In seinem zweiten Jahr in Wolfenbüttel steigerte er seinen Punkteschnitt während der Saison 2009/10 auf 15,3.
2010 nahmen ihn die New Zealand Breakers unter Vertrag. Er spielte mit der Mannschaft in der von 2010 bis 2012 in der National Basketball League. Im Mai 2012 wurde die Zusammenarbeit beendet. Während seiner Zeit bei den Breakers war Anthony 2011 wegen Trunkenheit am Steuer verurteilt worden, und er war zeitweise wegen eines Verstoßes gegen die Mannschaftsregeln nicht für den Spielbetrieb berücksichtigt worden. Im Januar 2013 kehrte er nach Deutschland zurück und verstärkte bis zum Ende der Saison 2012/13 den Regionalligisten BBC Magdeburg, für den er in neun Spielen im Durchschnitt 19,2 Punkte erreichte.
In der NBL stand Anthony von 2013 bis 2015 bei den Adelaide 36ers unter Vertrag. Seine beste NBL-Saison war das Spieljahr 2014/15, als er im Schnitt 5,1 Punkte je Einsatz erzielte, ehe er sich Anfang Januar 2015 einen Achillessehnenriss zuzog und monatelang ausfiel.
Anfang Juni 2015 vermeldeten die Plymouth Raiders aus der British Basketball League Anthonys Verpflichtung. Im November 2015 wurde er entlassen, nachdem ihm die Mannschaftsleitung die Missachtung der Vereinsregeln und außersportliche Probleme vorgeworfen hatte. Anthonys letzte Mannschaft im Berufsbasketball wurden die Wellington Saints, die ihn 2016 verpflichteten.

### Nationalmannschaft
Mit Neuseelands Nationalmannschaft nahm Anthony an den Weltmeisterschaften 2010 und 2014 sowie an den Ozeanienmeisterschaften 2009, 2011 und 2013 teil.